# 진주 경덕사
경덕사는 진양 하씨의 사당으로 경상남도 진주시 옥봉동(玉峰洞) 580에 있다. 부속 건물로 경류재(慶流齋)와 재승문(齋承門)이 있다.

## 개요
진양 하씨의 사당으로서, 시조 하진 선생의 기념비를 비롯하여 하즙(河楫)·하윤원(河允源)·하자종(河自宗)·하계종(河啓宗) 등 4위의 신위를 모시고 있다. 하즙은 벼슬이 찬성사(贊成事)에 이르렀고, 진천군(晋川君)에 봉해졌으며, 시호를 원정(元正)이라 하였다. 그 아들인 하윤원은 충혜왕 말년에 등제하여 경상, 서해의 안찰사를 지내고 원주와 상주의 목사를 역임하였는데, 이르는 곳마다 명성과 공적이 있었다. 공민왕조에 전리총랑(典理摠郞)이 되었고, 우왕 초년에는 대사헌(大司憲)에 배하고 진산군(晋山君)에 봉해졌다. 그의 아들로 하유종, 하자종, 하계종이 있다. 

## 참고 문헌
- 『내 고장의 전통』(진주시, 1992)
- 『진주의 문화유산』(진주문화원, 1998)
- 『河承武의 '晉陽河氏家門 人物硏究'』(2015년)